# Неклоньчиця
Неклоньчиця (пол. Niekłończyca, нім. Königsfelde) — село в Польщі, у гміні Полиці Полицького повіту Західнопоморського воєводства.
Населення — 401 особа (2011).

## Демографія
Демографічна структура станом на 31 березня 2011 року:
|          | Загалом | Допрацездатний вік | Працездатний вік | Постпрацездатний вік |
| -------- | ------- | ------------------ | ---------------- | -------------------- |
| Чоловіки | 206     | 52                 | 142              | 12                   |
| Жінки    | 195     | 42                 | 120              | 33                   |
| Разом    | 401     | 94                 | 262              | 45                   |